# 사람의 세포표면항원무리 목록
아래는 사람의 세포표면항원무리(CD) 분자 목록이다.
| CD1    | MHC 유사 분자로 지질 분자를 제시 |
| CD2    | 흉선세포, T 세포, 몇몇 자연살해세포에 있는 제1형 막관통 단백질로 CD58과 CD59의 리간드. 신호 전달과 세포 부착에 관여; T 세포 급성 림프모구 백혈병과 T 세포 림프종에서 발현 |
| CD3    | T 세포 수용체(TCR) 복합체의 신호전달 구성 요소 |
| CD4    | II형 MHC의 공동수용체(co-receptor); HIV가 T 세포에 들어갈 때 쓰는 수용체. HIV/AIDS 진행 정도를 나타내는 지표 |
| CD5    | T 세포, 흉선세포, 몇몇 B 세포에 있는 제1형 막관통 단백질로 CD72에 대한 리간드. 세포 활성화나 부착과 관련됨; B 세포 만성 림프구성 백혈병과 T 세포 림프종에서 발현 |
| CD6    | 발달 중인 흉선세포를 흉선상피세포에 연결하는 부착 분자. 성숙한 T 세포를 활성화하는 공동자극분자로 CD166과 결합 |
| CD7    | 흉선세포, T 세포, 단핵구, 자연살해세포, 조혈모줄기세포에 있는 제1형 막관통 단백질; 균상식육종 환자, 일부 T 세포 급성 림프모구 백혈병 환자 및 소수의 급성 비림프모구 백혈병 환자에게서 발현됨 |
| CD8    | I형 MHC의 공동수용체. 골수성 수지상세포에서도 발견됨. |
| CD9    | 테트라스파닌 족 단백질. pre-B 세포, 호산구, 호염기구, 혈소판에서 발현 |
| CD10   | pre-B 세포, 종자중심 B 세포, 호중구, 신장 세포, T 세포 전구체, 상피세포에 있는 제2형 막관통 단백질. 소수성 아미노산의 아미노기 쪽 펩타이드 결합을 자르는 아연 금속단백질분해효소로 작용; 급성 림프구성 백혈병 및 소포중심세포 림프종에서 발현 |
| CD11a  | LFA-1의 알파 소단위, 인테그린 알파 L (ITGAL). 막의 당단백질로 ICAM-1과 상호작용을 통하여 세포-세포 사이 부착 |
| CD11b  | Mac-1의 알파 소단위, 인테그린 알파 M(ITGAM). 보체 수용체 CR3는 CD11b와 CD18로 이루어짐 |
| CD11c  | iC3b 수용체 4(CR4)의 알파 소단위, 인테그린 알파 X (ITGAX). 단핵구, 대식세포, 호중구 및 B 세포에 있는 제1형 막관통 단백질. 세포를 활성화하고 호중구 호흡폭발을 일으킴; 유모세포 백혈병, 급성 비림프구성 백혈병, B 세포 만성 림프구성 백혈병에서 발현. 수지상세포와 유모세포 백혈병 세포에 대한 지표이다. |
| CD12w  | 단핵구, 과립구, NK세포에는 존재하는 기능 미상의 인산단백질. 호염기구, AML 환자의 모세포, 골수 전구체에는 존재하지 않는다. |
| CD13   | 아연 금속단백질분해효소. 아미노펩티드분해효소 N로도 알려져 있다. 골수단핵구가 성숙하는 초기 분화 단계에 자연적으로 존재함; 급성 골수성 백혈병 골수모세포에 있고, 드물게 특정 형태의 림프종과 림프구성 백혈병에서 발견됨 |
| CD14   | 세균의 지질다당류에 결합하는 대식세포의 막단백질 |
| CD15   | 탄수화물 부착 분자(단백질과 결합하지 않음)로 호중구에서 나타나는 식세포작용과 화학주성을 매개; 호지킨 병, B 세포 만성 림프구성 백혈병 및 급성 림프모구 백혈병 환자 중 일부, 대부분의 급성 비림프구 백혈병 환자에게서 발현된다. Lewis x와 SSEA-1이라고도 함 |
| CD16   | 친화성이 낮은, IgG에 대한 Fc 수용체(FcγRIII). NK세포, 대식세포 및 호중구에 있음 |
| CDw17  | 세균에 부착. 식세포작용에 기능을 할 가능성 존재. |
| CD18   | 인테그린 베타 2 사슬(ITGB2). 조혈계에서 부착과 신호 기능 |
| CD19   | B 림프구 표면 항원 B4. B 세포 공동수용체를 구성하는 요소 |
| CD20   | B 세포에 있는 제3형 막관통 단백질. 세포막에서 칼슘 채널을 형성하여 세포 활성화에 필요한 칼슘을 세포 내료 유입; B 세포 림프종, 유모세포 백혈병, B 세포 만성 림프구성 백혈병에서 발현. 이상의 질병을 치료하는데 쓰이는 리툭시맙은 CD20에 대한 항체이다. |
| CD21   | CR2, 제1형 막관통 단백질. pre-B 세포의 세포질과 성숙 B 세포의 표면, 소포 수지상세포, 인두 및 목 상피세포, 흉선세포, T 세포의 표면에 있으면서 신호전달 담당; 유모세포 백혈병, B 세포 림프종, T 세포 급성 림프구성 백혈병에서 발현. 보체 C3d와 엡스타인-바 바이러스(EBV)의 수용체. |
| CD22   | 당에 결합하는 막관통 단백질. N-말단에 있는 Ig 도메인을 통하여 사이알산과 특이적으로 결합한다. 면역글로불린 족과 SIGLEC 족에 속한다. B 세포 수용체(BCR) 신호를 저해하는 억제 수용체로 작용한다. |
| CD23   | 성숙 B 세포, 단핵구, 활성화된 대식세포, 호산구, 혈소판, 그리고 수지상세포에 있는 제2형 막관통 단백질. IgE와 복합체를 형성한 항원을 처리하는 것을 도움 |
| CD24   | 림프구와 분화중인 신경모세포의 표면에서 발현되는 당단백질. 사이알당단백질을 부호화하고 성숙 과립구와 B 세포에서 발현된다. 글라이코실 포스파티딜이노시톨(GPI)를 통하여 세포 표면에 연결된다. |
| CD25   | 활성화된 T 세포와 B 세포, 흉선세포, 골수전구체, 희소돌기아교세포에 있는 제1형 막관통 단백질. CD122과 이형이합체를 형성하여 IL-2에 친화성이 높은 수용체가 됨; B 세포 신생물(종양), 급성 비림프구 백혈병, 신경모세포종에서 발현 |
| CD26   | 막에 결합하고 있는 단백질분해효소. T 세포 공동자극분자. 세포 부착 분자 |
| CD27   | TNF 수용체. 휴지기 기억 B 세포 표면에 있음. CD70에 결합 |
| CD28   | 모든 T 세포에 있으면서 적절한 리간드, 즉 B7(CD80나 CD86)로 표지된 리간드가 결합하면 T 세포에 공동자극 효과가 있다. 호산구도 발현하고, 특히 조직 침윤 후에 발현된다. 호산구는 CD28 리간드와 결합하면 신경독소, IL-2, IL-13, IFN-γ를 방출한다. |
| CD29   | 인테그린 베타-1. 세포 부착 분자. |
| CD30   | 활성화된 T세포 및 B 세포에 있는 제1형 막관통 단백질. 세포를 활성화하거나 분화시킴; 호지킨병, T 세포 림프종, 역형성 큰세포 림프종에서 발현 |
| CD31   | PECAM-1. 혈소판과 내피세포에 있는 세포 부착 분자 |
| CD32   | FcγRII, IgG의 Fc 영역에 대한 수용체 |
| CD33   | 급성 골수성 백혈병 골수모세포와 성숙 단핵구를 포함하여 미성숙 골수성세포에 있는 표지자. AML을 진단하는데에 항 CD33 단일클론항체가 광범위하게 이용된다. |
| CD34   | 줄기세포의 지표이고 부착에 관여함. 제대혈에서 농도가 높은 조혈 전구체, 모세혈관 내피, 배아의 섬유모세포에 있다. |
| CD35   | 보체 수용체 1 (C3b/C4b 수용체) |
| CD36   | 혈소판 당단백질 IV 혹은 IIIb (GP IV / GP IIIb) |
| CD37   | 테트라스파닌족 단백질. 일차적으로 B 세포에 발현되지만, T 세포, 단핵구 및 과립구에도 있음 |
| CD38   | 세포 외부에 활성자리가 있는 아데노신 이인산-라이보실 고리화효소. 조혈, 혈장, B 세포와 활성화된 T 세포를 활성화; HIV 혈청전환과 함께 증가하며 진행 상태에 따라 CD8과 공동발현(지속적인 HIV 자극이 있음을 나타냄) |
| CD39   | 외부뉴클레오사이드 삼인산 이인산가수분해효소 1(ENTPD1). 뉴클레오타이드 기질을 매우 빠른 전환율로 가수분해하여 ADP를 방출하지 않고 ATP를 직접 AMP로 전환한다. |
| CD40   | 항원제시세포에 있는 공동자극 단백질. T 세포에 있는 CD154(CD40L)와 결합하여 B 세포에서 항체 개별형 전환(isotype switching)이 일어나게 함 |
| CD41   | 인테그린 소단위 αIIb. 당단백질 IIb(GPIIb). 다른 사슬과 합쳐져 피브리노겐 수용체가 되고, 혈소판 응집에 주요 역할을 함 |
| CD42   | 혈소판 당단백질 Ib/V/IX 복합체(GPIb/V/IX). 혈소판에 발현되고 거대핵세포의 분화에 특이적인 지표이다. 당단백질 Ib/V/IX 복합체는 정상적인 지혈에 필수적; 결핍증으로 혈소판감소증과 거대혈소판이 생기는 베르나르-슐리어 증후군이 있다. |
| CD43   | 사이알로뮤신. 사이알로포린. |
| CD44   | 기질 부착 분자 족으로 선택적 스플라이싱으로 생성된다. 하이알유론산, 콜라겐, 라미닌, 파이브로넥틴에 부착한다. 상피세포가 극성을 유지하게 한다. 골수 기질세포에 있다. |
| CD45   | 백혈구일반항원(LCA). 모든 조혈 세포(적혈구 제외)에 있는 제1형 막관통 단백질로 세포 활성화에 관여; 림프종, B 세포 만성 림프구성 백혈병, 유모세포 백혈병, 급성 비림프구 백혈병에 발현 |
| CD46   | 사람의 모든 세포에 존재하는 억제성 보체 수용체로, 바이러스 H(헤마글루티닌) 단백질의 결합자리. |
| CD47   | 세포가 세포외기질에 부착할 때 세포내 칼슘 농도를 높이는 것에 관여하는 막 단백질 |
| CD48   | 모든 백혈구 세포막에 있는 분자 |
| CD49a  | 인테그린 알파 1 소단위 |
| CD49b  | VLA 알파 2 사슬. 혈소판과 활성화된 B 세포 및 T 세포에 있음 |
| CD49c  | VLA 알파 3 사슬. 조혈기능을 하지 않는 골수 세포에 있음. 콜라겐, 라미닌, 파이브로넥틴, 트롬보스포딘에 대한 수용체 |
| CD49d  | 인테그린 알파 4 소단위. 다른 인테그린 알파 사슬과는 달리, 인테그린 알파 4는 I 도메인을 가지고 있지도, 이황결합으로 연결된 절단부위도 없다. |
| CD49e  | 인테그린 알파 5 소단위. 알파 사슬 5는 세포외 도메인에서 번역후 절단을 거쳐 가벼운 사슬과 무거운 사슬이 이황결합으로 연결된다. 인테그린 베타 1과 결합하여 파이브로넥틴 수용체를 형성한다. |
| CD49f  | 인테그린 알파 6 소단위. |
| CD53   | 테트라스파닌 족 단백질로 B 세포, T 세포, 수지상세포, 단핵구, NK세포, 과립구에서 발현 |
| CD54   | 세포간 부착 분자-1(ICAM-1). 면역 반응과 염증 반응 동안 백혈구가 혈관내피세포에 부착하도록 하는 분자 |
| CD55   | 보체 연쇄반응을 조절하는 보체 붕괴촉진인자(DAF) |
| CD56   | NCAM(신경세포 부착분자)의 동형(isotype) 단백질(140 kD). 자연살해세포와 T 림프구의 표지 분자 |
| CD57   | 술폰글루큐로닐 잔기를 포함하는 탄수화물 항원결정인자. 자연살해세포, T 세포 일부, B 세포, 단핵구에서 발현 |
| CD58   | 조혈 세포와 섬유모세포에 있는 막 단백질. CD2의 리간드 기능. |
| CD59   | 막 공격 복합체 억제인자(MACIF). 프로텍틴 혹은 HRF로도 부름. 보체 연쇄반응 조절 인자. |
| CD61   | 인테그린 소단위 β3. 당단백질 IIIa(GPIIIa). 피브리노겐 수용체로 혈소판 응집에서 주요 역할; 글란츠만 혈소판기능저하증과 관련 |
| CD62E  | E-셀렉틴. 사이토카인에 의해 활성화된 내피세포에만 발현되는 부착 분자 |
| CD62L  | L-셀렉틴. 백혈구에 있는 부착 분자 |
| CD62P  | P-셀렉틴. 내피세포의 과립과 활성화된 혈소판에 있는 부착 분자 |
| CD63   | 테트라스파닌 족에 속하고 활성화된 혈소판, 단핵구 및 대식세포에서 발현 |
| CD64   | IgG에 친화성이 높은 FcγRI. 단핵구와 대식세포에서 발현 |
| CD66a  | 면역글로불린 족 내에 속하는 암배아 항원(CEA) 족 단백질. 기능 불명 |
| CD66b  | 면역글로불린 족 내에 속하는 암배아 항원(CEA) 족 단백질. 기능 불명. 이전에는 CD67로 명명. |
| CD66c  | 면역글로불린 족 내에 속하는 암배아 항원(CEA) 족 단백질. 기능 불명 |
| CD66d  | 면역글로불린 족 내에 속하는 암배아 항원(CEA) 족 단백질. 기능 불명 |
| CD66e  | 면역글로불린 족 내에 속하는 암배아 항원(CEA) 족 단백질. 기능 불명 |
| CD66f  | 면역글로불린 족 내에 속하는 암배아 항원(CEA) 족 단백질. 기능 불명 |
| CD68   | 글라이코실화된 막관통 단백질(110 kDa). 리소좀에 주로 위치. 쿠퍼세포를 포함하여, 적색속질, 폐포, 장의 고유판, 골수에 있는 대식세포에 있음. 단핵구와 대식세포를 염색하는데 쓰는 표지자. |
| CD69   | T 세포와 NK세포가 활성화되는 단계 초기에 나타남 |
| CD70   | CD27의 리간드 |
| CD71   | 트랜스페린 수용체. 세포가 철을 흡수하는 것을 매개 |
| CD72   | B 세포와 T 세포 사이 상호작용을 매개 |
| CD73   | 5'-리보뉴클레오타이드 인산가수분해효소. B 세포와 T 세포, 내피세포, 혈관주위세포, 소포 수지상세포, 섬유모세포, 상피세포, 심근세포, 뉴런, 뼈모세포, 영양막세포에서 발현. 중간엽 줄기세포의 표지로도 사용된다. 중성 pH에서 AMP를 생활성이 있는 아데노신으로 전환한다. 항체와 결합하면 T 세포를 활성화하는 신호를 보낸다. 림프구에 있는 항체와 결합하면 타이로신 인산화 신호를 보낸다. 림프구와 내피세포 사이, B 세포와 소포 수지상세포 사이의 부착 분자이다. |
| CD74   | 불변 사슬이라고도 하며 HLA II 유전자군에 암호화되어 있다. 펩타이드를 얹기 전 ER에 있는 II형 MHC 복합체 조립을 돕고 유지하는 막관통 단백질. II형 MHC를 발현하는 모든 항원제시세포에 있다. |
| CD80   | B7.1이라고도 함. T 세포의 CD28에 결합하여 공동자극을 준다. B7 분자 중 하나로 이라고도 한다. 친화성이 높은 IL-2 수용체를 상향조절하여 T 세포를 증식시킨다. |
| CD81   | 다양한 조직에 있는 테트라스파닌 족 단백질. CD19, Leu 13, CD21와 함께 B 세포 공동수용체 복합체의 일부. T 세포, NK세포, 수지상세포, 단핵구, 혈구 전구체에서도 발현 |
| CD82   | 테트라스파닌 족 막관통 단백질. B 세포, T 세포, 과립구, 단핵구 및 CD34+ 전구체에 발현 |
| CD83   | Ig 족의 막관통 당단백질(45 kDa). 증식하는 림프구와 배양된 수지상세포, 손가락모양 수지상세포, 소포 수지상세포, 순환하는 수지상세포에서 발현된다. |
| CD86   | B7.2라고도 함. T 세포에 있는 CD28과 결합하여 공동자극을 준다.친화성이 높은 IL-2 수용체를 상향조절하여 T 세포를 증식시킨다. |
| CD87   | 유로카이네이스형 플라스미노겐 활성화 수용체(uPAR). |
| CD88   | C5a 수용체 |
| CD89   | FcαRI. IgA에 대한 수용체 |
| CD90   | Thy-1. 흉선세포 항원 |
| CD91   | 저밀도 지질단백질 (LDL) 수용체 관련 단백질 1(LRP1) 혹은 α2-거대글로불린 수용체. 아밀로이드 전구체 단백질(APP), ApoE, 단백질분해효소 조절과 관련된 단백질 등 알려진 리간드가 35개 이상인 주요 세포내이입 수용체. |
| CD95   | Fas 수용체. Fas 리간드는 외부 세포자살 신호임 |
| CD96   | Ig 족에 속하고, 활성화된 T 세포와 NK세포에 발현 |
| CD100  | 세마포린 4D. 혈관형성유도 분자. |
| CD103  | a 제1형 막관통 단백질 창자 상피내 림프구, 순환중인 백혈구, T 세포에 발현되어 상피에 부착하기 쉽도록 함; 유모세포 백혈병과 B 세포 만성 림프구성 백혈병에서 발현 |
| CD105  | 엔도글린. TGF-β 수용체-세포 복합체의 조절 요소로, TGF-β에 대한 세포 반응을 조절한다. |
| CD106  | VCAM-1. α4β1 리간드. 혈액세포 이동에 관여하는 부착 분자 |
| CD107  | 혈소판에 있음 |
| CD107a | 리소좀 연관 막 단백질 1(LAMP1) |
| CD107b | 리소좀 연관 막 단백질 2(LAMP2) |
| CD109  | r150, Gov 동종항원. |
| CD115  | 사람에게는 CSF1R 유전자에 부호화된 세포표면 단백질. 대식세포 콜로니 자극인자 1 수용체(CSF1R, M-CSFR). |
| CD117  | c-kit. 줄기세포요소의 수용체이고 세포 분화, 특히 조혈을 조절하는 당단백질의 수용체. |
| CD120  | 종양괴사인자-알파의 수용체 |
| CD122  | IL-2 수용체의 베타 소단위 |
| CD123  | 인터류킨-3 수용체(IL-3R). 만능 전구세포에 있고 타이로신 인산화반응을 유도하며, 조혈 세포를 증식하고 분화하도록 한다. |
| CD127  | IL-7 수용체의 알파 사슬 |
| CD132  | IL-2 수용체의 감마 소단위 |
| CD133  | 조혈 및 CNS 줄기세포 표지 분자. A5 막관통 도메인 단백질. |
| CD134  | OX40. T 세포의 이차 공동자극 분자로 증식과 생존 능력을 강화하고 사이토카인 생산을 증가시킴 |
| CD135  | fms-유사 타이로신 인산화효소 수용체-3(Flt3) 혹은 태아간 인산화효소-2(Flk2). ; Flt3 리간드(Flt3L)에 대한 사이토카인 수용체는 초기 조혈에 중요한 작용을 한다. |
| CD138  | 형질세포 표면 당단백질로 신데칸-1이라고도 함. 신데칸은 콜라겐, 파이브로넥틴, 트롬보스포딘의 알파 수용체 기능을 한다. |
| CD141  | 트롬보모듈린 혹은 BDCA-3로, 막내재 단백질. 혈관내피에서 항응고에 관여한다. |
| CD142  | 혈액 응고를 초기에 개시하는 조직인자 |
| CD143  | 앤지오텐신 전환효소 |
| CD144  | VE-카드헤린. 세포사이이음부에 있는 칼슘 의존성 부착 분자. 혈관내피에서 주로 발견된다. |
| CD147  | 뉴로델린(neurothelin). 세포외 기질 금속단백질분해효소 유발인자(혹은 basigin) |
| CD151  | 테트라스파닌 족에 속하는 단백질. 혈소판, 거대핵세포, 과립구를 포함하여 다양한 조직에 분포; 적백혈병에서 발견 |
| CD152  | 독성 T 림프구 항원-4(CTLA-4). CD4+ T 림프구와 몇몇 B 림프구에서 발현. CD80와 CD86 수용체에 CD28보다 강하게 결합하여 T 세포가 활성화되지 않도록 저해한다. |
| CD154  | CD40의 리간드(CD40L). 공동자극 분자로 B 세포를 활성화한다. |
| CD155  | 폴리오바이러스 수용체. |
| CD156  | 디스인테그린과 금속단백질분해효소 족에 속하는 ADAM8. |
| CD158  | 세포외 도메인 두 개가 있는 살해 면역글로불린 유사 수용체(KIR). NK세포에서 발현. |
| CD163  | M130. 합토글로빈-헤모글로빈 복합체에 대한 당단백질 세포내이입 청소 수용체. 단핵구와 대식세포 및 일부 수지상세포에 특이적으로 발현 |
| CD165  | 혈소판 기능 추적 관찰에 이용 |
| CD166  | 활성화된 백혈구 세포부착분자(ALCAM). CD6의 리간드이고 신경돌기 성장에 관여 |
| CD168  | 하이알유로난 매개 운동(RHAMM)을 위한 수용체 |
| CD184  | CXCR4. 기질유래요소 1(SDF1)에 대한 수용체. 중간엽 줄기세포가 귀소(homing)하고 이동하는데 관여하는 수용체 |
| CD186  | CXCR6. 케모카인 CXCL16에 대한 G 단백질 연결 수용체 |
| CD195  | CCR5. 자연적인 케모카인 리간드 RANTES와 대식세포 염증 단백질이 결합하는 베타 케모카인 수용체; HIV가 표적 T 세포에 들어가기 위해 공동수용체로 사용한다. |
| CD197  | CCR7. T 림프구가 고내피세정맥을 지나 이동하는데 관여하는 케모카인에 대한 베타 케모카인 수용체 |
| CDw199 | CCR9. 점막 면역에 관여하는 베타 케모카인 수용체로 리간드는 CCL25. |
| CD209  | DC-SIGN, 수지상세포 하위 집단에 있는 C-형 렉틴 수용체 |
| CD202a | Tie2, 앤지오포이에틴 수용체로 혈관형성요소 족에 속한다. |
| CD220  | 인슐린 수용체(INSR). 내재성 타이로신 인산화효소 활성이 있는 막관통 수용체. 다양한 물질대사 경로와 세포 성장, 분화, 세포자살 등을 조절한다; 인슐린 수용체 돌연변이는 제1형 및 제2형 당뇨병 모두와 연관이 있다. |
| CD221  | IGF-I 수용체 |
| CD235a | 글라이코포린 |
| CD271  | p75 신경성장인자 수용체(NGFR) |
| CD273  | PD-L2라고도 함. 항원제시세포의 표면에 있음. PD-1(CD279)의 리간드. |
| CD274  | PD-L1이라고도 함. 항원제시세포의 표면에 있음. PD-1(CD279)와 공동자극분자 CD80(B7.1)의 리간드. |
| CD279  | ALL 환자의 pro-B 세포 표지 인자. PD-1이라고도 함. Pembrolizumab과 Nivolumab 등은 PD-1을 표적으로 하는 단일클론항체 항암제이다. |
| CD303  | BDCA-2. 제2형 C-형 렉틴. 형질세포양 수지상세포가 항원을 처리하기 위해 세포내이입하는 것에 관여. 활성화되면 제1형 인터페론 생산을 감소시킨다. |
| CD304  | 뉴로필린-1(NP-1) 혹은 BDCA-4. 뉴런에서는 축삭 성장을 유도하는 세마포린 SEMA3A와 플렉신-1의 수용체이다. 혈관내피와 종양 세포에서는 VEGF165 수용체이고, 형질세포양 수지상세포에서는 CD303과 유사한 역할을 하지만 인터페론 생산을 감소시키지는 않는다. |
| CD309  | 인산화효소 삽입 도메인 수용체 혹은 VEGF 수용체. 혈관생성에 관여하는 제3형 타이로신 인산화효소 수용체 |
| CD326  | 상피세포 부착 분자(EpCAM) 혹은 종양 연관 칼슘 신호 변환자 1(TACSTD1). 만능 줄기세포에 발현된다; 종양의 상피세포에 발현되어 항종양 약물의 표적이 된다. |